# Rieden (Eifel)

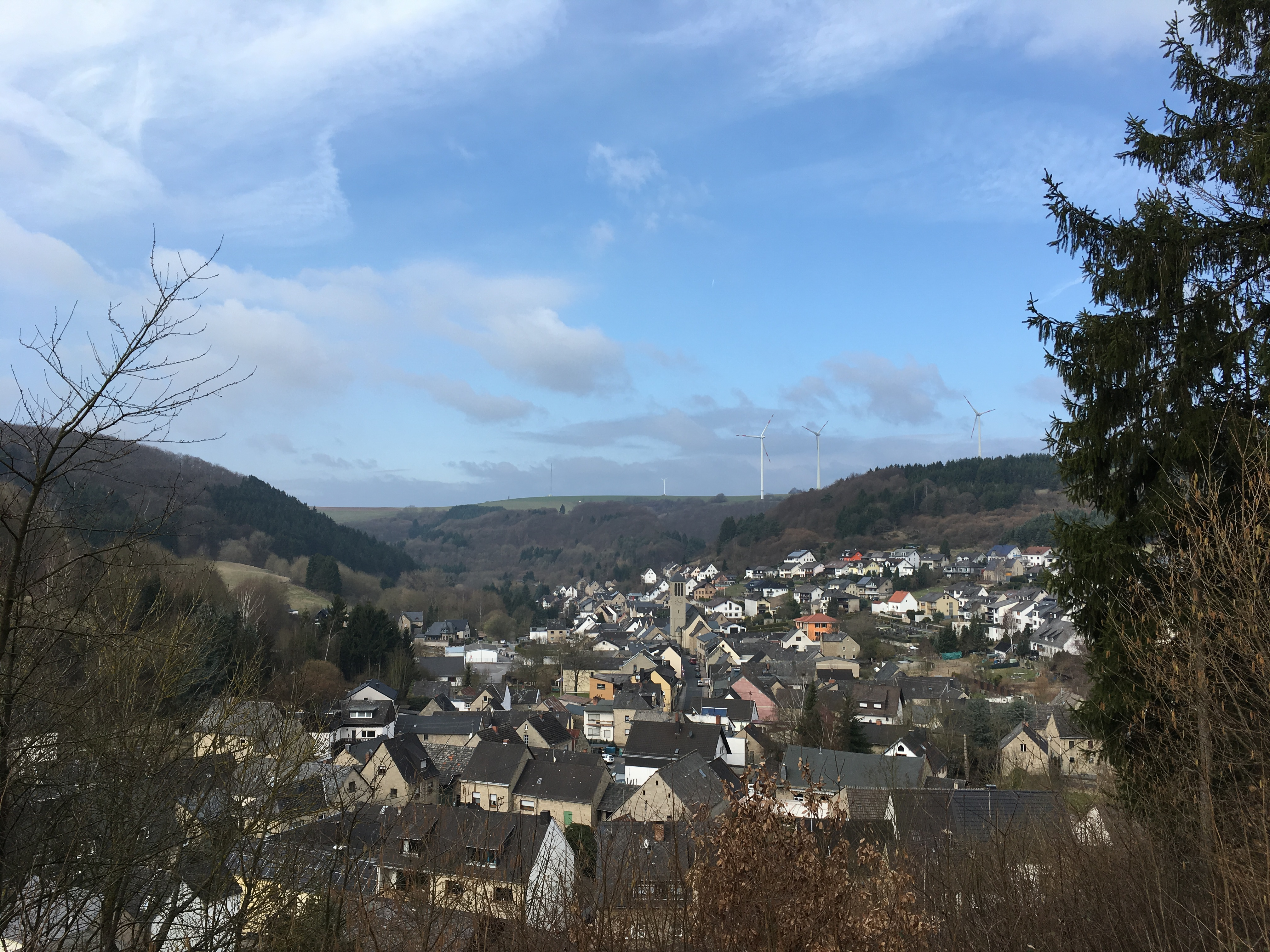
Blick vom Schorenberg

Rieden ist eine Ortsgemeinde im Landkreis Mayen-Koblenz in Rheinland-Pfalz. Sie gehört der Verbandsgemeinde Mendig an. Der in einem alten Vulkankessel (Caldera) gelegene Ort wird auch als Steinmetzdorf bezeichnet. Rund um den Ort wird der Riedener Tuff, ein vulkanischer Tuff, abgebaut. Rieden ist auch ein Passionsspielort.

## Lage
Der Ort Rieden liegt ca. 40 km nordwestlich der Stadt Koblenz und ca. 13 km nördlich der Stadt Mayen.
Die Landschaft der vulkanischen Osteifel ist geprägt durch die Schlackenkegel der ehemaligen Vulkane und tief eingeschnittene Täler, die in der letzten Eiszeit entstanden sind. Die Ortschaft liegt in einer Höhe zwischen 337 m ü. NHN (Riedener Mühlen) und annähernd 556 m ü. NHN (Anhöhe Eselsmorgen). Der Ortskern im Verlauf der Kirchstraße liegt bei einer Höhe von 380 m. Der Ort selbst liegt in einem Talkessel, der durch Vulkanismus entstanden ist. Er breitet sich dort überwiegend auf der Talsohle mit teilweiser Hangbebauung in West-Ost-Richtung aus. Auf der Fläche der Gemeinde existieren neun Schlackenkegel, wobei der Burgberg (522,6 m ü. NHN) der größte von ihnen ist. Die Entstehung des Riedener Kessels ist vergleichbar mit der des Laacher Sees. Ähnlich wie beim Vulkan des Laacher Sees hat im Kessel lange Zeit zwischen den Eruptionen ein See existiert.
Die Gemarkung ist 907 Hektar groß. Mit einer Einwohnerzahl von 1247 (Stand 31. Dezember 2013) entspricht dies einer Bevölkerungsdichte von 137 Einwohnern pro km².
Die Gemeinde wird vom Rehbach durchflossen, der das Tal entwässert. Nach etwa 1 km mündet er zunächst in den Waldsee Rieden. Nach seinem Auslauf aus dem See verläuft der Bach einen weiteren Kilometer durch das Riedener Tal, um im Ortsteil Riedener Mühlen in die Nette zu münden.
Rieden verfügt über ein großes Grundwasservorkommen, was auf das Tuffgestein im Untergrund zurückzuführen ist, da dieses Gestein wie ein Schwamm wirkt und das Regenwasser speichert. Neben der Eigenversorgung mit Trinkwasser stellen die Quellen auch die Versorgung der umliegenden Städte und Gemeinden (z. B. die Kreisstadt Mayen) sicher. Sichtbares Zeichen des hohen Grundwasservorkommens sind einige kleine offene Quellen an Hanglagen rund um den Talkessel sowie der Sauerbrunnen im westlichen Ortsteil. Dessen stark eisenhaltiges Wasser in Trinkwasserqualität tritt durch den Sohledruck ohne Hilfsmittel in einem befestigten Brunnenareal aus der Erde und ist ohne Auflagen genießbar.

## Gliederung
Der etwa 2 km südwestlich liegende Luftkurort Riedener Mühlen gehört zum Teil zu Rieden. Durch den Ort laufen die Gemeindegrenzen der Ortsgemeinden Kirchwald, Volkesfeld und Rieden; somit ist Riedener Mühlen aus gemeindeverwaltungstechnischer Sicht faktisch dreigeteilt.

## Geschichte und Etymologie
Der Ortsname Rieden geht auf die Bezeichnung Riden(as) sartus zurück, die in den ältesten Dokumenten verzeichnet ist. Weitere Namen waren Reithe, Reyde, Reide, Rede, Ride oder Riden. Die Bezeichnung Ridenas ist verwandt mit dem althochdeutschen ruit, ruiten was so viel wie urbar machen oder urbar gemachtes Stück Land bedeutet. Experten vermuten, dass der Ort auf eine Rodung aus Karolingerzeit zurückzuführen ist. Weitere, mundartliche Wortformen wie reut, rod, ried oder rath unterstützen diese These. Flurnamen, wie zum Beispiel die Fluren Rottheck, Finkenroth oder Brandeich erinnern an diese Form der Gründung.

### Frühzeit bis 15. Jahrhundert
In der Frühzeit lebten in der Region Kelten und Germanen, die im Zuge der Völkerwanderung von Franken verdrängt wurden. Unter Chlodwig I. breitete sich die Römisch-katholische Kirche in der Region aus. 895 wurde Rieden erstmals in einer Schenkungsurkunde der adeligen Witwe und Nonne Berctrudis an die Abtei Echternach erwähnt. Sie übertrug ihre Heiratsgüter aus dem Mayengau – bestehend unter anderem aus einer Siedlung und einem Herrenhof in der Rodung Ridenas – an das Kloster. Damit wollte Berctrudis zum einen dem Kloster danken, dass ihr dort Schutz gewährt wurde und zum anderen die Erinnerungen an ihren einzigen Sohn aufrechterhalten. Bislang ist nicht bekannt, wie lange die Abtei im Besitz der Schenkung war. Erst mit der Gründung der Abtei Maria Laach durch den Pfalzgrafen Heinrich II. von Laach erschien Rheide in einer Stiftungsurkunde als eines von weiteren neuen Besitztümern der Abtei. Aus den folgenden Jahrzehnten sind weitere Überlieferungen bekannt, beispielsweise eine Bestätigung durch Papst Innozenz II. aus dem Jahr 1131 oder durch den Erzbischof Arnold I. von Köln im Jahr 1144. 1263 übereignete Friedrich von Virneburg den Hof Langenbahn bei Rieden der Abtei Rommersdorf. Die Pfarrkirche St. Hubertus erschien erstmals 1330 in der Taxa generalis: Jakob von Koblenz verpflichtete darin die Kirche zur Zahlung von zwei Pfennig und zwei Heller. Eine weitere Erwähnung des Sakralbaus findet sich in einer Visitation, die der Archidiakon Johann von Finstingen im Jahr 1475 durchführte. 1473 ging Rieden – und damit auch das Kirchenpatronat – an Gerlach von Breitbach, der zur Herrschaft Bürresheim (landläufig Bürresheimer Ländchen) gehörte.

### 16. bis 18. Jahrhundert
1570 erweiterte sich die Pfarrei innerhalb des Bistums Trier um die Filialen Hausten mit Morswiesen und Wabern. Die Herren von Bürresheim übten neben dem Kirchenpatronat auch die weltliche Gewalt aus. Sie errichteten als Zeichen ihrer Macht beispielsweise je einen Galgen auf einer Anhöhe auf der Hochley bei Rieden sowie zwischen Waldesch und Nitz. Sie bestimmten die Schöffen sowie den Schultheiß, der die Bewohner der vier Dörfer anhielt, ihren Verpflichtungen gegenüber derer von Bürresheim nachzukommen. Aus dieser Zeit ist in den Jahren 1602 bis 1651 allerdings auch die Hexenverfolgung von 35 Personen überliefert. 1614 kam es zu einer Massenverurteilung von elf Opfern, die alle hingerichtet wurden. 1647 ließ Johannes Möden in seiner Funktion als Hexenrichter weitere sieben Prozesse anstrengen, denen auch Einwohner aus Rieden zum Opfer fielen. Aus der Mitte des 18. Jahrhunderts sind Zeugnisse überliefert, nach denen der Schneider Meid im Jahr 1750 nebenberuflich als Lehrer eingestellt wurde. 1757 wurde das romanische Kirchenschiff zurückgebaut und das Bauwerk erweitert. 1774 errichtete die Gemeinde ein erstes Schulgebäude bestehend aus einem Schulsaal und einer Lehrerwohnung, das bis 1895 genutzt wurde. Das Gebäude wird im 21. Jahrhundert von einer Fleischerei belegt. Die Herrschaft derer von Bürresheim bestand bis Ende des 18. Jahrhunderts und der Eroberung des Linken Rheinufers durch Frankreich im Ersten Koalitionskrieg. 1794 teilten sie die Region in vier Departements auf, wobei Rieden zur Mairie Kempenich gelangte.

### 19. Jahrhundert

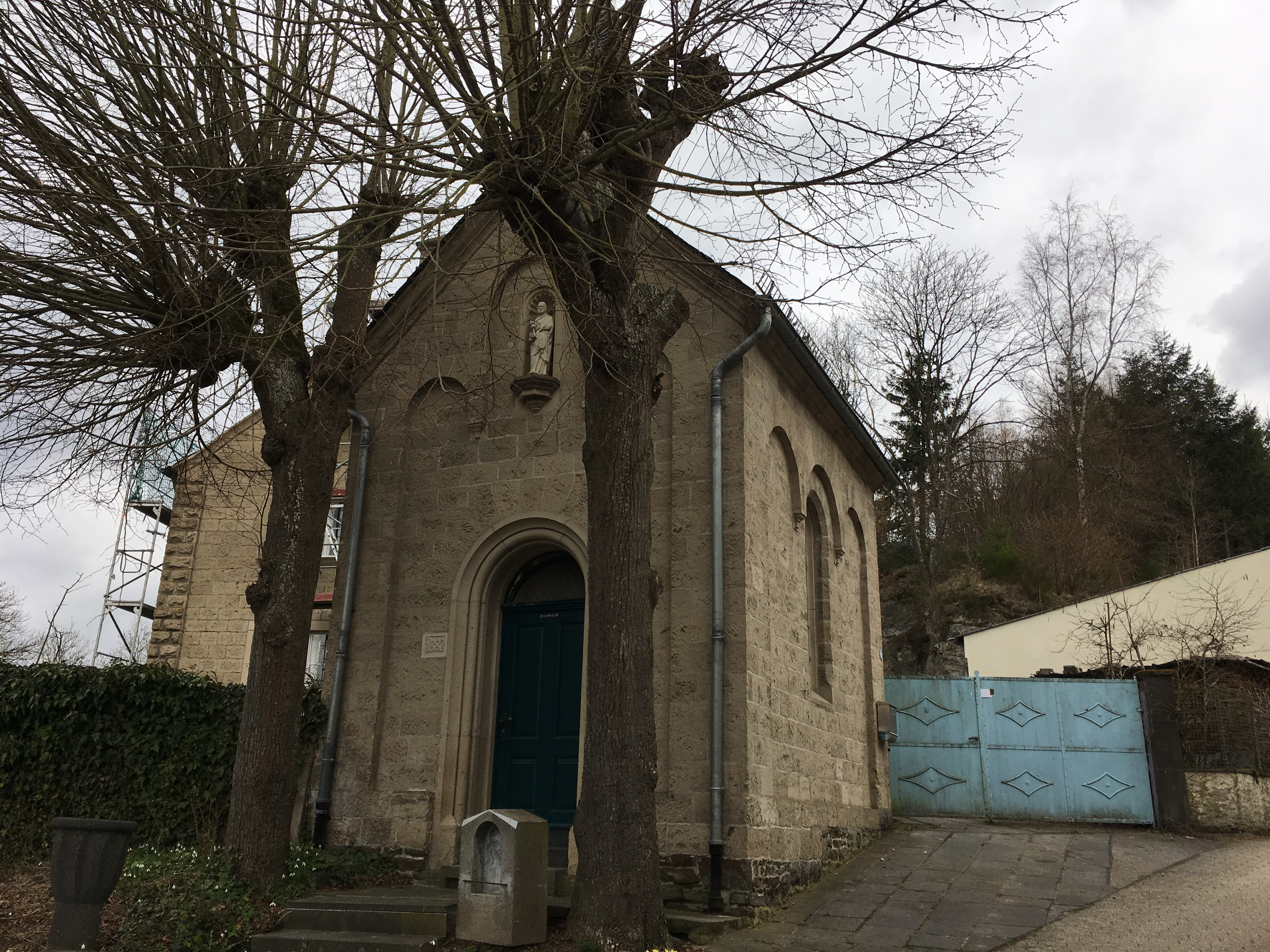
Marienkapelle

Mit der Übernahme des Rheinlands durch das Königreich Preußen geriet Rieden 1815 unter dessen Verwaltung und wurde der Bürgermeisterei St. Johann (später Niedermendig) zugeordnet. In diese Zeit fiel auch der Wechsel der Pfarrei, die von 1802 bis 1824 zur französischen Diözese Aachen gehörte und danach wieder von Trier aus verwaltet wurde. Anfang des 19. Jahrhunderts stellten Steinmetze einen Kreuzweg beginnend von der Kirche bis zum westlichen Ortsausgang auf. Aufgrund des Wasserreichtums waren im Bereich der Gemeinde zwei Mühlen in Betrieb. Die Trennhäuser Mühle im Bereich des Sauerbrunnens und die Hackenbruchsmühle aus dem 18. Jahrhundert. Sie ging 1837 in den Besitz von Johannes und Mathias Hakenbruch über. 1858 erweiterte die Kirchengemeinde die Saalkirche zu einem dreischiffigen Bau. Das Jahr 1876 gilt als das Gründungsjahr des Katholischen Junggesellenvereins, dessen Geschäftsbücher aus den ersten Jahrzehnten jedoch nicht mehr vorhanden sind. Die Wirtschaft erlebte durch den Abbau des Riedener Tuffs einen Aufschwung, der zu einem gewissen Wohlstand in der Bevölkerung führte. Die Anzahl der Einwohner stieg an und damit auch die der Kinder, die ab 1880 in einer zweiklassigen, ab 1891 in einer dreiklassigen Schule unterrichtet wurden. 1894 errichtete die Gemeinde ein neues, zweigeschossiges Schulgebäude. 1882 entstand die Marienkapelle im Stil der Neuromanik.

### 20. und 21. Jahrhundert
Im Jahr 1900 ließen sich Ordensschwestern in Rieden nieder und gründeten eine ambulante Krankenpflege, die bis in das Jahr 1978 aktiv war. Von 1907 bis 1908 errichteten Handwerker eine der ersten Wasserleitungen im Gebiet des Oberen Nettetals und versorgten einen großen Teil der Wohnhäuser mit Frischwasser. Es stammte aus einem Stollen und wurde über eine Entfernung von rund 600 Metern zu einer Pumpstation im Wiesental und von dort mit Pelton-Turbinen auf einen Hochbehälter auf den Geisenberg gepumpt. In etwa zur gleichen Zeit gründeten sich 1910 der Männergesangsverein Frohsinn sowie ein katholischer Jünglings-Verein, der wiederum die Anregung gab, einen Spielmannszug ins Leben zu rufen. Diese Pläne wurden jedoch durch den einsetzenden Ersten Weltkrieg nicht realisiert. 1913 erhielt die Gemeinde den Anschluss an das elektrische Stromnetz. Im selben Jahr gründete sich ein Turnverein, der ein Jahr später bereits ein Turnfest organisierte. Im Ersten Weltkrieg starben 55 Riedener als Soldaten. Gleichzeitig stagnierte die Arbeit in den Steinbrüchen rund um die Gemeinde und führte bis in die späten 1920er-Jahre zu einer hohen Arbeitslosigkeit. 1923 bauten Handwerker nach Plänen des Architekten Rohé den Kirchturm an die Kirche an. 1926 gründete sich ein Schützenverein. In der Zeit des Nationalsozialismus führte die hohe Bautätigkeit an Kasernen und Autobahnbrücken zur Vollbeschäftigung der Riedener Steinmetze. Sie arbeiteten beispielsweise am Bau des Olympiastadions in Berlin ebenso mit wie bei den Bauten für die Reichsparteitage in Nürnberg. Der Aufschwung fand mit dem Zweiten Weltkrieg jedoch ein ebenso jähes Ende. 1926 gründete sich die Freiwillige Feuerwehr, die die Idee zur Gründung eines Spielmannszuges wiederaufnahm. 1934 kam ein Karnevalsverein hinzu. Im Mai 1944 und im Februar 1945 gingen in der Nähe des Dorfes zwei Bomben nieder. In diesem Krieg starben 93 Soldaten an der Front bzw. in Folge von Kriegsverletzungen; weitere 24 Menschen gelten seither als vermisst. Nach dem Ende des Krieges war die Arbeit der Steinmetze wieder gefragt: Mehr als 100 Steinmetze aus Rieden arbeiteten beispielsweise am Aufbau der Kirchen in Köln mit, darunter auch der Kölner Dom. Dies führte dazu, dass viele Männer werktags nicht im Ort waren und so beispielsweise der Spielmannszug 1955 zunächst aufgelöst wurde, der 1959 erneut gegründet wurde. Ein ähnlicher Werdegang weist die Möhnengesellschaft Rieden auf, die 1949 auf Wunsch der Riedener Männer gegründet, ein Jahr später wieder aufgelöst und wiederum ein Jahr später erneut ins Leben gerufen wurde.
1965 gründete sich ein Fremdenverkehrs-Zweckverband, dem es mit Wirkung zum 7. Juli 1973 gelang, den Bereich der Riedener Mühlen (Gemeinde Rieden, Volkesfeld und Kirchwald) zum ersten Luftkurort im Kreis Mayen-Koblenz anerkennen zu lassen. Dazu wurden im Vorfeld von 1966 an bis 1968 umfangreiche klimatische Beobachtungen und Messungen der Luftreinheit durchgeführt. 1968 errichtete die Gemeinde direkt neben der alten Schule ein neues Gebäude, das im Folgejahr bezogen wurde; das bestehende Gebäude wurde abgerissen. Aus der Volksschule wurde in den kommenden Jahren eine Grundschule, was dazu führte, dass die Kinder der fünften bis neunten Klasse ab 1972 weiterführende Schulen in Mendig und Mayen besuchten. 1969 gründete sich der Angler-Club „Früh Auf“.
Seit 1970 gehört Rieden der Verbandsgemeinde Mendig im Landkreis Mayen-Koblenz an. 1971 gründete sich ein Vogelschutz- und -zuchtverein, die Vogelfreunde Rieden. Sie stellten unter anderem im Jahr 1980 Informationstafel zur heimischen Vogelwelt an markanten Punkten im Ort auf. Im gleichen Jahr erfolgte der Spatenstich, um den Waldsee Rieden als künstliches Gewässer anzulegen. Es wurde zwei Jahre später abgeschlossen. Zuvor kam im Jahr 1979 der Tennisclub Wiesengrund zum mittlerweile umfangreichen Vereinswesen der Gemeinde hinzu.
1990 baute die Gemeinde eine Mehrzweckhalle am Dorfplatz, die für Veranstaltungen, aber auch für den Schulsport genutzt wird. Die Trennhäuser Mühle ist im 21. Jahrhundert zurückgebaut und wird als Wohnhaus genutzt. Die Hackenbruchsmühle ist ebenfalls nicht in Betrieb und nur noch eine Ruine. Im Jahr 2009 errang Rieden den 1. Preis in der Hauptklasse und die Auszeichnung im Sonderwettbewerb „Dorfverschönerung durch Verein“.

## Bevölkerungsentwicklung
| Jahr | Einwohner |
| ---- | --------- |
| 1815 | 311       |
| 1835 | 475       |
| 1871 | 628       |
| 1905 | 1.030     |
| 1939 | 1.260     |
| 1950 | 1.182     |
| 1961 | 1.129     |
| 1970 | 1.284     |
| 1980 | 1.209     |

| Jahr | Einwohner |
| ---- | --------- |
| 1985 | 1.194     |
| 1987 | 1.266     |
| 1988 | 1.262     |
| 1989 | 1.342     |
| 1990 | 1.326     |
| 1991 | 1.374     |
| 1992 | 1.414     |
| 1993 | 1.432     |
| 1994 | 1.386     |

| Jahr | Einwohner |
| ---- | --------- |
| 2011 | 1.222     |
| 2012 | 1.243     |
| 2013 | 1.247     |
| 2014 | 1.222     |
| 2015 | 1.226     |
| 2022 | 1.164     |

## Politik

### Gemeinderat
Der Gemeinderat in Rieden besteht aus 16 Ratsmitgliedern, die bei der Kommunalwahl am 9. Juni 2024 in einer personalisierten Verhältniswahl gewählt wurden, und dem ehrenamtlichen Ortsbürgermeister als Vorsitzendem.
Die Sitzverteilung im Gemeinderat:
| Wahl | SPD | CDU | FDP | WGR * | Gesamt   |
| ---- | --- | --- | --- | ----- | -------- |
| 2024 | 4   | 9   | –   | 3     | 16 Sitze |
| 2019 | 4   | 8   | 4   | –     | 16 Sitze |
| 2014 | 4   | 9   | 3   | –     | 16 Sitze |
| 2009 | 5   | 9   | 2   | –     | 16 Sitze |
| 2004 | 6   | 10  | –   | –     | 16 Sitze |

### Bürgermeister
Andreas Doll (CDU) wurde am 14. Juli 2014 Ortsbürgermeister von Rieden. Bei der Direktwahl am 26. Mai 2019 wurde er mit einem Stimmenanteil von 78,67 % und am 9. Juni 2024 als einziger Bewerber mit 67,9 % jeweils für weitere fünf Jahre in seinem Amt bestätigt.
Vorgänger von Andreas Doll waren Theo Krayer und Franz-Josef Kaul.

### Wappen
| Wappen von Rieden | Blasonierung: „Unter rotem Schildhaupt darin vier goldene Rauten balkenweise schräglinks geteilt, vorn in Silber ein schwarzer Vierkopfschaft mit Doppelsturzsparrenfußschaft, hinten in Rot ein silbernes Jagdhorn.“ |
| Wappen von Rieden | Wappenbegründung: Die goldenen Rauten im Schildhaupt gehen auf die Zeit um 1800 zurück, als Rieden zur Herrschaft Bürresheim gehörte. Die Freiherren von Breidbach-Bürresheim führten in Rot sieben (4:3) zu zwei Balken gestellte goldene Rauten. Im unteren Schildteil erinnert das Jagdhorn als Ikonografisches Heiligenattribut an den Kirchen- und Ortspatron von Rieden, den Heiligen Hubertus. Der mittlere Teil besteht mit dem Vierkopfschaft aus einer Hausmarke, die die Steinindustrie symbolisiert. Als Hinweis darauf ist im vorderen Schildteil in der Mitte das Zunftzeichen der Steinmetzen wiedergegeben. |

Das Riedener Wappen wurde am 12. Juli 1983 vom Gemeinderat einstimmig beschlossen und am 22. August 1983 von der Bezirksregierung in Koblenz genehmigt.

## Kultur, Tourismus und Sehenswürdigkeiten

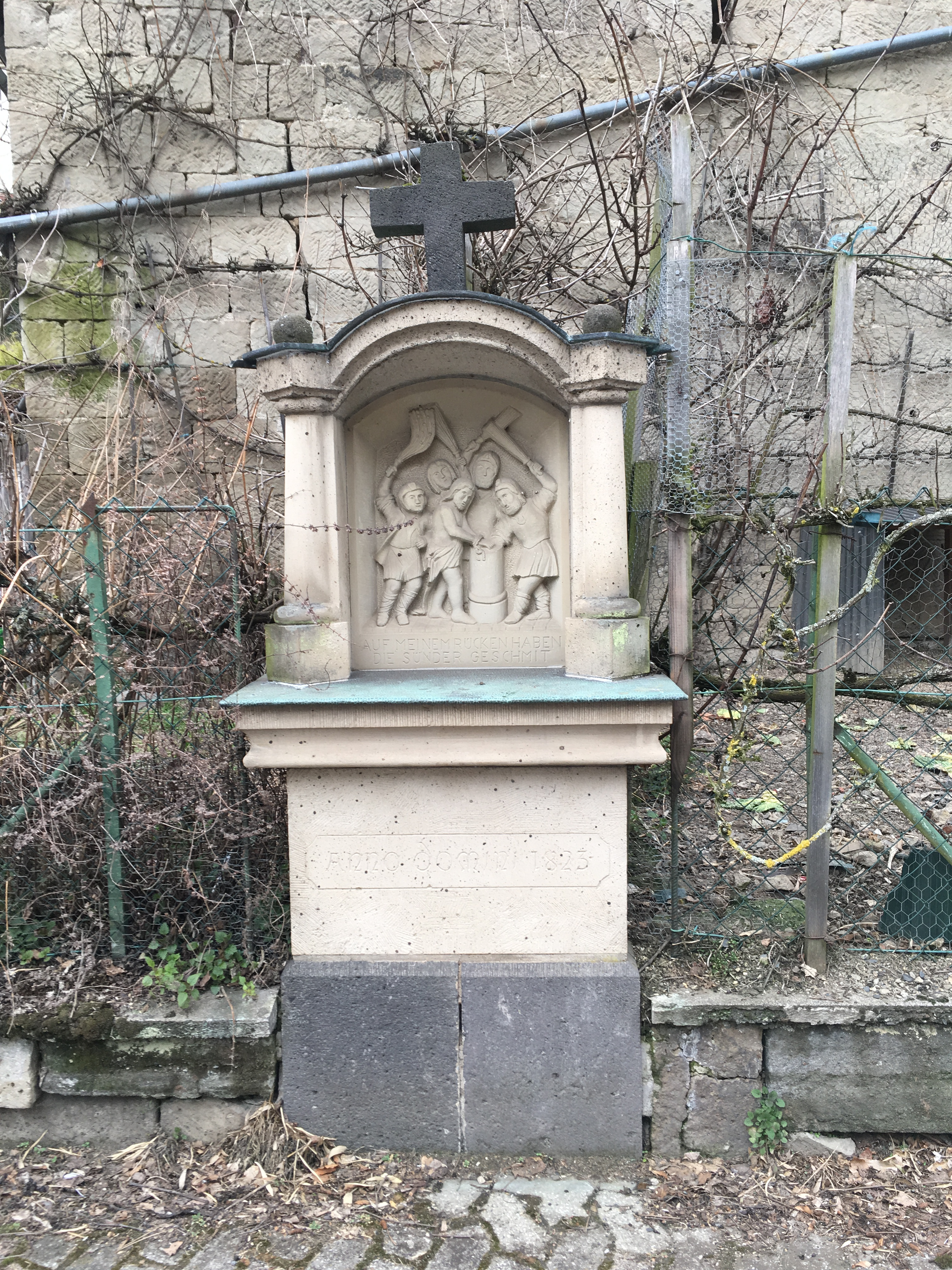
Station 3 des Kreuzwegs

In der Liste der Kulturdenkmäler in Rieden sind die in der Denkmalliste des Landes Rheinland-Pfalz eingetragenen Kulturdenkmale verzeichnet.
- Die Pfarrkirche St. Hubertus wurde vermutlich bereits in romanischer Zeit erbaut. Ein Glöckner wurde in dem 1225–1227 entstandenen Dialogus miraculorum des Caesarius von Heisterbach als „campanarius Reyde“ genannt. 1757 erfolgte ein Erweiterungsbau, bei dem das romanische Schiff ganz niedergerissen wurde. Ein zweiter Ausbau erfolgte 1856. Aufgrund der wachsenden Bevölkerung wurde um 1900 ein Neubau ins Auge gefasst und ein Bauverein gegründet. Der Neubau verzögerte sich aufgrund des Ersten Weltkrieges und wurde ab 1923 umgesetzt. Die Konsekration erfolgte am 16. Mai 1930 durch HH. Bischof Fr. Franz Bornewasser. Bedingt durch den Zweiten Weltkrieg konnte der Turm erst 1949 vollendet werden. Fertiggestellt wurden die Arbeiten nach der Neugestaltung des Altarraums und der Weihe des Altars durch den Hochwürdigen Abt von Maria Laach, Basilius Ebel am 4. September 1955. 1989 wurden umfangreiche Renovierungsarbeiten durchgeführt. Hierbei wurden die Außenwände neu verfügt, das Dach neu eingedeckt und der Innenraum renoviert. Der Vorplatz der Kirche wurde im Jahre 2008 neugestaltet. Der Schutzpatron der Pfarrkirche ist stets der Heilige Hubertus, was auf fränkischen Einfluss hinweist. Die Pfarrkirche ist seit vielen Jahren Aufführungsort der Riedener Passionsspiele.
- Die Marienkapelle entstand im Jahr 1882 im Stil der Neuromanik. Im Innern des nicht geosteten Bauwerks steht ein Blockaltar, der mit einem Vierpass sowie einem Griechischen Kreuz verziert ist.

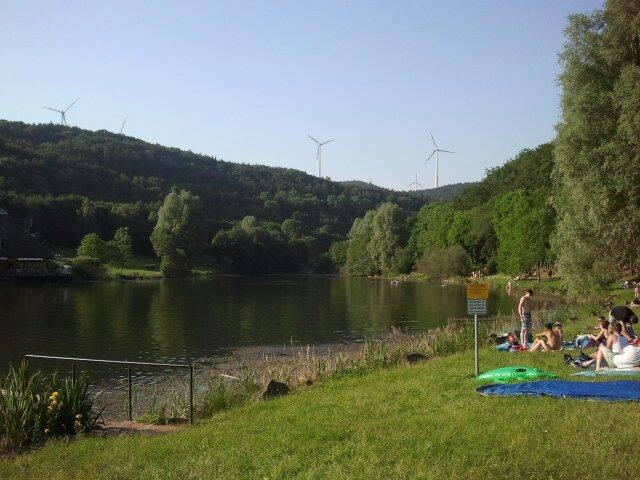
Der Riedener Waldsee

- Kreuzwegstationen bestehend aus sieben Fußfallstationen, die Anfang des 19. Jahrhunderts aufgestellt und Ende der 1970er Jahre vom Steinmetz Franz Nett restauriert wurden. Die erste Fußfallstation befindet sich in der Nähe der Kirchstraße 11 und zeigt die Ölberggruppe und zieht sich bis zur siebten Station westlich des Ortes an der Kreisstraße 19 mit einer Darstellung der Kreuzigung Jesu.
- Zahlreiche Kreuze und Bildstöcke aus dem 17. und 18. Jahrhundert, die zu Ehren Gottes und zum Andenken an ihre Stifter aufgestellt wurden, beispielsweise ein Nischenkreuz aus Basaltlava aus dem Jahr 1657 an der Marienkapelle oder ein Bußkreuz an der Kirche von 1711.
- Kapelle Hackenbruchsmühle mit einer Figur der Apollonia von Alexandria und einem Basaltkreuz, das im Jahr 1696 von Johann Hackenbruch gestiftet wurde.
- Der etwa 1 km südwestlich von Rieden liegende Waldsee Rieden wurde nach zwei Jahren Bauzeit am 29. August 1982 eingeweiht. Erste Planungen gehen auf das Jahr 1968 zurück und sollten ein erster Schritt für die infrastrukturelle Erschließung des Raumes Rieden für den Fremdenverkehr sein. Der etwa vier Hektar große künstliche See ist als Talsperre angelegt und wird im Südwesten durch einen Staudamm begrenzt. Dem See ist ein Filterbecken vorgesetzt. Der See erfüllt die europäische Norm als Badegewässer und wird als Badesee genutzt, außerdem gibt es einen Bootsverleih. Dem See schließt sich ein Feriendorf[10] an, das 2005 errichtet wurde.
- Der Waldsee bildet den Startpunkt für den rund 14,2 km langen Rundwanderweg Waldseepfad Rieden. Er gehört zu den 26 Traumpfaden, die als Prädikatswanderwege mit dem Wandersiegel des Deutschen Wanderinstituts ausgezeichnet wurden.[11] Am See startet weiterhin der Geopfad Riedener Kessel.

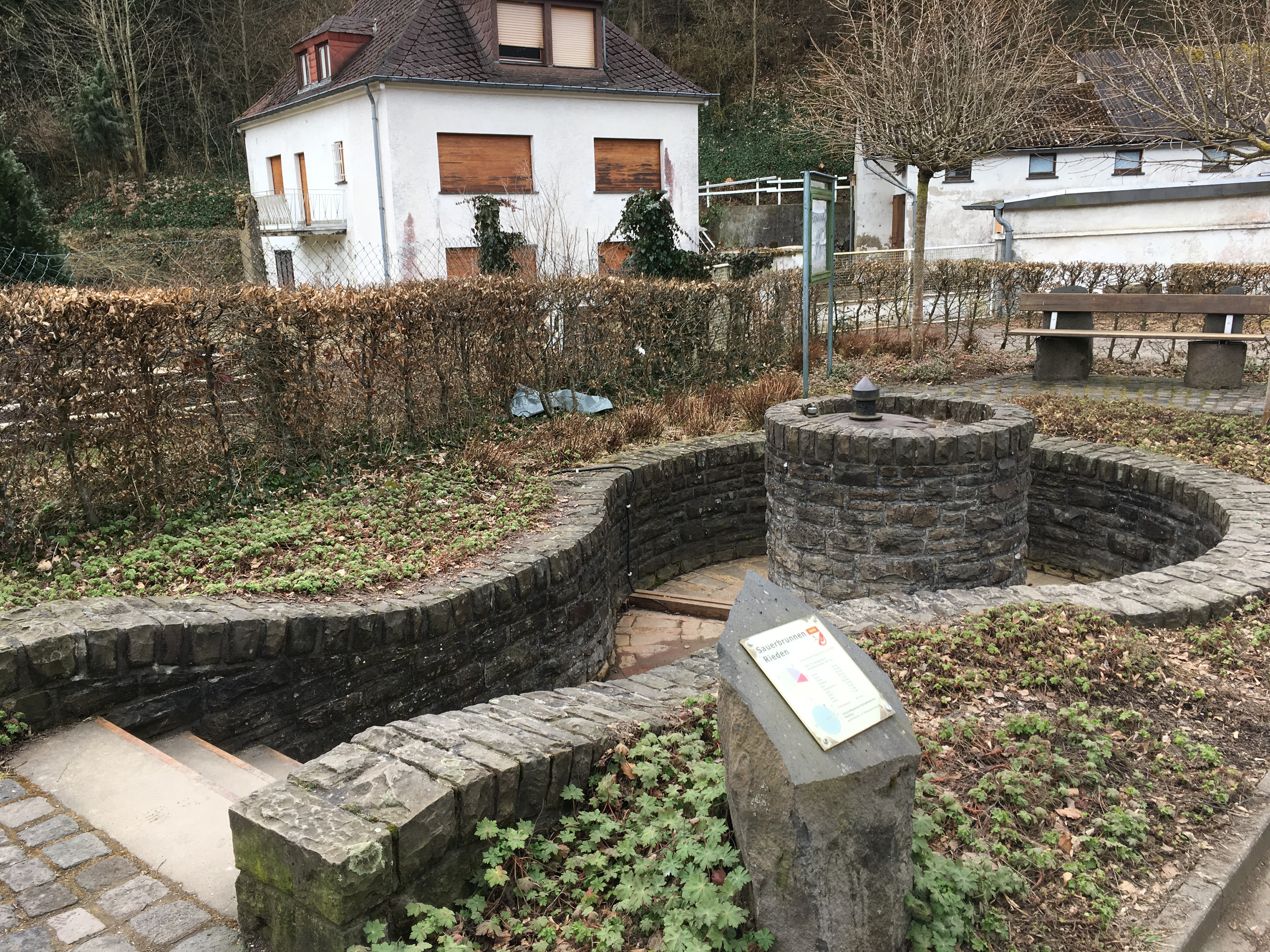
Sauerbrunnen

- Sauerbrunnen im westlichen Ortsteil mit stark eisenhaltigem Wasser in Trinkwasserqualität sowie ein mit Quellwasser gespeistes Kneippbecken
- Zahlreiche Ferienunterkünfte (u. a. direkt am See) bieten Urlaubsmöglichkeiten in der Osteifel – unweit der Großstädte Koblenz und Bonn, sowie des Vulkanparks.

## Wirtschaft
Die durch die vulkanische Tätigkeit Vulkaneifel genannte Region ist aufgrund der Auswürfe der Vulkane reich an vulkanischem Gestein, das sowohl in der Vergangenheit als auch heute noch abgebaut wird, industriell und handwerklich verarbeitet wird und weit über die heimische Region hinaus Verbreitung findet. Im Ort sind neben Steinmetzen weitere Handwerksbetriebe, darunter ein Friseur, eine Pkw-Werkstatt sowie eine Bäckerei und Metzgerei ansässig. Im Dienstleistungsgewerbe finden sich einige Medienunternehmen, eine Tankstelle sowie ein Paketshop und mehrere Banken. Eine große Bedeutung hat der Tourismus – so gibt es neben dem Feriendorf einige Hotels, Pensionen und Restaurants. Die medizinische Betreuung übernehmen mehrere Ärzte und Physiotherapeuten. Der Windpark Weibern-Rieden besteht aus 14 Windkrafträdern.

## Bildung
- Kindergarten in der Kirchstraße 54
- Grundschule in der Schulstraße
- Jugendtreff im Untergeschoss des Kindergartens
- Elterncafé Rieden/Volkesfeld im Vorraum der Mehrzweckhalle
- 14 Vereine, darunter der Turn- und Sportverein Rieden, der Ju-Jutsu Club Tanaka Rieden und der Tennisclub Rieden.

## Passionsspiele Rieden

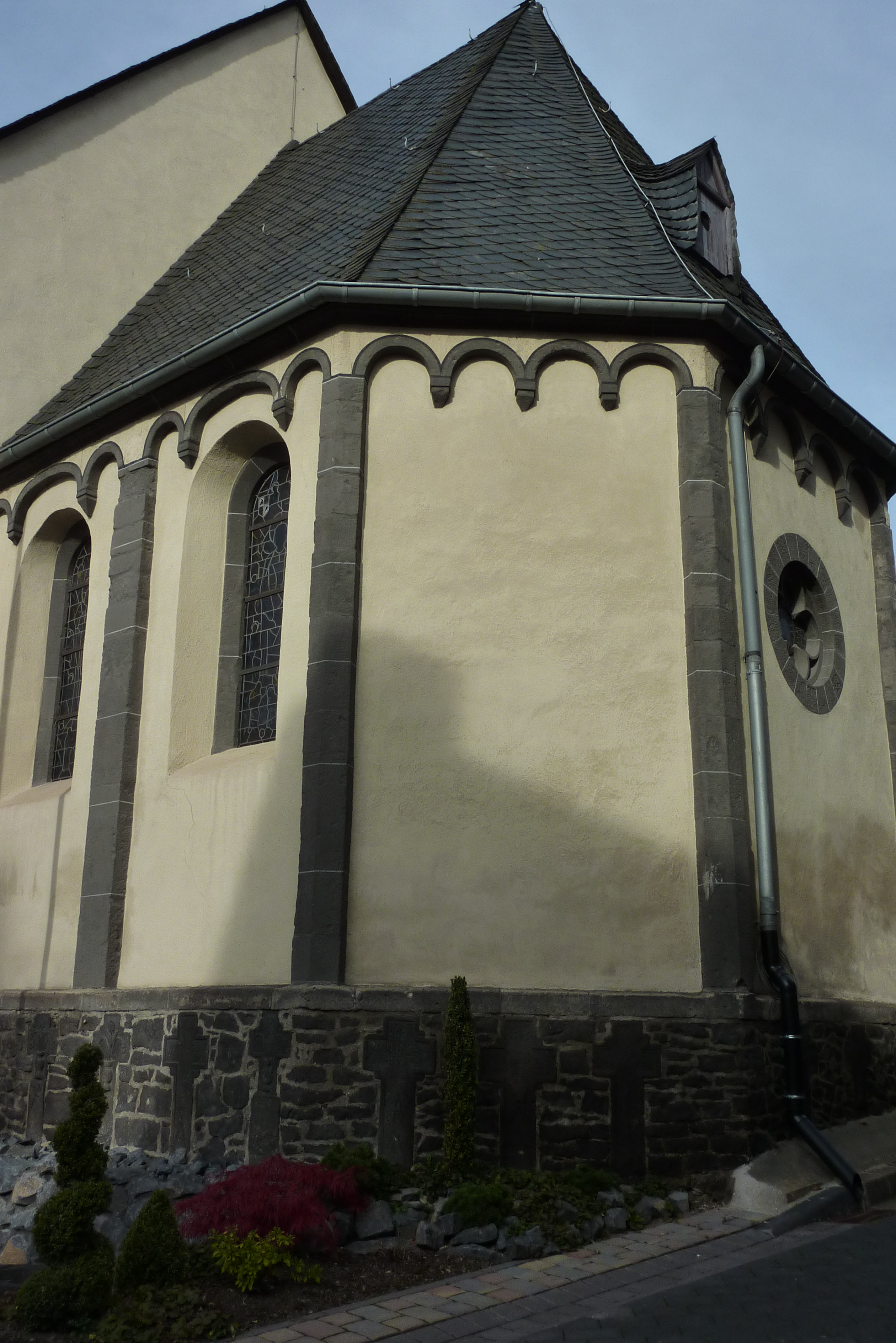
Pfarrkirche St. Hubertus

In Rieden werden seit dem Jahr 1923 Passionsspiele aufgeführt, d. h. eine schauspielerische Darstellung des Leidenswegs Jesu Christi von der Kreuzigung durch die Römer in Jerusalem bis zur Auferstehung. Die Initiative geht auf eine geplante Erweiterung der Pfarrkirche St. Hubertus zurück. Um die Finanzierung zu unterstützen, führte der Männergesangsverein in Rieden die Passion auf. Auf drei hintereinanderliegenden Bühnen im Chor der Kirche dem Kinderschiff sowie im Baptisterium spielten die einzelnen Szenen. Auf Grund des großen Erfolges griff die Kolpingfamilie die Idee auf und führte die Passionsspiele im Jahr 1934 im Saal Doll-Schlich erneut auf. Die Erlöse beider Veranstaltungen kamen gemeinnützigen Zwecken zugute. Durch den Zweiten Weltkrieg kam es zunächst zu einer Spielpause, bis im Jahr 1949 der Pfarrer Vinzenz Seiwert eine erneute Aufführung anregte. Die Kirchengemeinde musste bei den Vorbereitungen feststellen, dass viele der Darsteller von 1934 im Krieg gefallen oder vermisst waren. Dennoch fanden die Spiele statt, mit dessen Erlös der Kirchturm errichtet werden konnte. Nun kam es erneut zu einer Spielpause, dessen Grund bislang nicht geklärt werden konnte. 1965 ergriff der Katholische Junggesellenverein die Initiative und führte die Passion erneut im Saal Doll-Schlich auf. Beflügelt durch den Erfolg verständigten sich die Verantwortlichen darauf, die Spiele nunmehr alle zehn Jahre durchzuführen. Dies geschah erneut in den Jahren 1975 und 1985. Bei den Vorbereitungen für die 1985er Aufführung stellten die Einwohner jedoch fest, dass ein Großteil der Requisiten und Kostüme nicht mehr vorhanden oder in einem schlechten Zustand waren. Diese wurden neu beschafft bzw. mit Hilfe der ortsansässigen Schneider hergestellt. Der Pfarrer Damian gestattete die Aufführung – erstmals nach über 60 Jahren – wieder in der Pfarrkirche. 1993 gründete sich der Verein Laienspielgruppe des Katholischen Junggesellenvereins und übernahm die Planung für die weiteren Spiele, die in den Jahren 1995, 2000, 2005 und 2017 stattfanden. Die Bühnenfläche wurde mittlerweile im Chor und im angrenzenden Kirchenschiff auf rund 100 m² erweitert. 2017 waren an der Planung und Aufführung rund 250 Personen beteiligt. Die Gruppe erhielt für ihr Engagement am 23. April 2004 den Kulturförderpreis des Landkreises Mayen-Koblenz „für die Passionsspiele und damit den Erhalt abendländisch-christlicher Werte“ sowie am 6. Oktober 2015 den Kulturpreis der Lapidea-Stiftung Mayen. Eine weitere Aufführung ist für das Jahr 2023 zum 100. Jubiläum geplant.

## Verkehr
Durch Rieden führt die Kreisstraße 19 (K 19). Über diese und im weiteren Verlauf über die Bundesstraße 412 (B 412) ist die Anschlussstelle Wehr (AS Wehr, Nr. 33) der Bundesautobahn 61 (A 61) in einer Entfernung von ca. 7 km zu erreichen. Der öffentliche Personennahverkehr verbindet Rieden über die Linie 814 mit den Städten Mayen und Bad Neuenahr-Ahrweiler. Ergänzend steht ein Taxibus zur Verfügung.